# President Quirino
President Quirino ist eine philippinische Stadtgemeinde in der Provinz Sultan Kudarat. Sie hat 41.408 Einwohner (Zensus 1. August 2015).

## Baranggays
President Quirino ist politisch in 19 Baranggays unterteilt.
| - Bagumbayan - Bannawag - Bayawa - C. Mangilala - Estrella - Kalanawe I - Kalanawe II - Katico - Malingon - Mangalen | - Pedtubo - Poblacion (Sambulawan) - Romualdez - San Jose - San Pedro (Tuato) - Sinakulay - Suben - Tinaungan - Tual (Liguasan) |